# 衝動 (心理學)

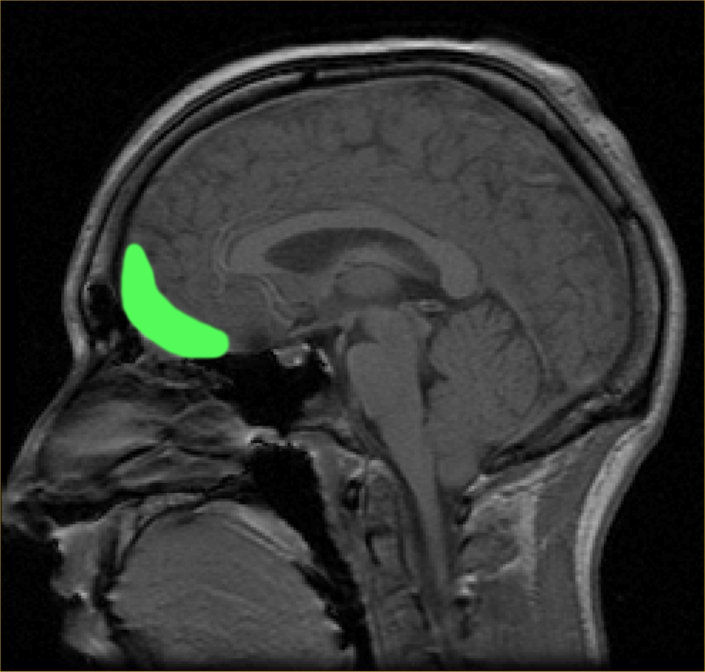
以不同顏色顯示之部分為腦部之眶額葉皮層，是前額葉皮層的一部分，被相關研究認定與個人決策的形成有關。

在心理學中，衝動（英語：Impulsivity）是一種純粹跟隨慾望等做出行為的傾向，表現出的行為特徵是很少或根本沒有預先計畫、反思或考慮後果。 衝動行為通常是“構思不當、表達過早、風險過大，或不適合且通常會導致不良後果的情況”，這會危及長期目標和成功戰略。 衝動可以歸類為多因素結構。 也有一種功能性的衝動，即在適當的情況下沒有經過深思熟慮的行動，可以而且確實會導致理想的結果。 “當這種行為產生積極的結果時，它們往往不被視為衝動的跡象，而是作為大膽（英語：Boldness）、敏捷、自發性、勇敢或不受常規約束的指標”。 因此，衝動的構成至少包括兩個獨立的組成部分：首先，在沒有適當考慮的情況下採取行動，可能會或可能不會起作用；第二，選擇短期收益而不是長期收益。
衝動既是人格的一個方面，也是各種心理障礙的主要組成部分，包括胎兒酒精譜系障礙、注意力不足過動症、物質使用障礙、雙相情感障礙、反社會人格障礙和邊緣型人格障礙。在後天腦損傷（英語：Acquired brain injury）和神經退行性疾病的情況下，也注意到了異常的衝動模式。神經生物學研究結果表明，衝動行為涉及特定的大腦區域，儘管不同的大腦網絡可能導致不同的衝動表現，並且遺傳可能發揮作用。前額葉皮質裡的多巴胺量被提高時，會沒辦法克制衝動。
許多行動同時包含衝動性和強迫性特徵，但衝動性和強迫性在功能上是不同的。衝動性和強迫性是相互關聯的，因為它們都表現出過早或未經深思熟慮的行為傾向，並且通常會產生負面結果。 強迫性可能是一個連續統一體，一方面是強迫性，另一方面是衝動性，但在這一點上的研究是相矛盾的。 強迫性是對感知到的風險或威脅的反應，而衝動是對感知到的直接收益或利益的反應，並且，強迫性涉及重複的行為，而衝動性涉及無計劃的反應。
衝動是賭博和酒精成癮的共同特徵。研究表明擁有此類成癮情況的人，擁有比沒有此類成癮情況的人更高的延遲付款貼現比率；此類成癮情況亦會導致貼現行為的累加效應（英語：additive effects）。